# Gulariya
Gulariya es un pueblo y nagar Panchayat situado en el distrito de Badaun en el estado de Uttar Pradesh (India). Su población es de 5539 habitantes (2011). 

## Demografía
Según el  censo de 2001 la población de Gulariya era de 4886 habitantes, de los cuales el 54% eran hombres y el 46% eran mujeres. Gulariya tiene una tasa media de alfabetización del 44%, inferior a la media nacional del 59,5%: la alfabetización masculina es del 51%, y la alfabetización femenina del 35%.